# Lijst van voetbalinterlands Argentinië - Chili
Deze lijst van voetbalinterlands is een overzicht van alle officiële voetbalwedstrijden tussen de nationale teams van Argentinië en Chili. De Zuid-Amerikaanse buurlanden speelden tot op heden 97 keer tegen elkaar. De eerste ontmoeting, een vriendschappelijke wedstrijd, werd gespeeld in Buenos Aires op 27 mei 1910. Het laatste duel, een kwalificatiewedstrijd voor het Wereldkampioenschap voetbal 2026, vond plaats op 5 juni 2025 in Santiago.

## Wedstrijden
| №  | Plaats              | Datum             | Competitie              | Wedstrijd          | Uitslag |
| -- | ------------------- | ----------------- | ----------------------- | ------------------ | ------- |
| 1  | Buenos Aires        | 27 mei 1910       | Vriendschappelijk       | Argentinië – Chili | 3 – 1   |
| 2  | Buenos Aires        | 5 juni 1910       | Vriendschappelijk       | Argentinië – Chili | 5 – 1   |
| 3  | Viña del Mar        | 11 september 1910 | Vriendschappelijk       | Chili – Argentinië | 0 – 3   |
| 4  | Viña del Mar        | 21 september 1913 | Vriendschappelijk       | Chili – Argentinië | 0 – 2   |
| 5  | Buenos Aires        | 6 juli 1916       | Copa América 1916       | Argentinië – Chili | 6 – 1   |
| 6  | Buenos Aires        | 12 juli 1916      | Vriendschappelijk       | Argentinië – Chili | 1 – 0   |
| 7  | Montevideo          | 6 oktober 1917    | Copa América 1917       | Argentinië – Chili | 1 – 0   |
| 8  | Avellaneda          | 21 oktober 1917   | Vriendschappelijk       | Argentinië – Chili | 1 – 1   |
| 9  | Rio de Janeiro      | 22 mei 1919       | Copa América 1919       | Argentinië – Chili | 4 – 1   |
| 10 | Viña del Mar        | 20 september 1920 | Copa América 1920       | Chili – Argentinië | 1 – 1   |
| 11 | Viña del Mar        | 25 september 1921 | Vriendschappelijk       | Chili – Argentinië | 1 – 4   |
| 12 | Buenos Aires        | 2 oktober 1921    | Vriendschappelijk       | Chili − Argentinië | 1 − 1   |
| 13 | Rio de Janeiro      | 28 september 1922 | Copa América 1922       | Argentinië – Chili | 4 – 0   |
| 14 | Buenos Aires        | 22 oktober 1922   | Vriendschappelijk       | Argentinië − Chili | 1 − 0   |
| 15 | Buenos Aires        | 3 december 1923   | Vriendschappelijk       | Argentinië − Chili | 6 − 0   |
| 16 | Montevideo          | 6 oktober 1924    | Copa América 1924       | Argentinië – Chili | 2 – 0   |
| 17 | Santiago            | 31 oktober 1926   | Copa América 1926       | Chili – Argentinië | 1 – 1   |
| 18 | Montevideo          | 22 juli 1930      | WK 1930                 | Argentinië – Chili | 3 – 1   |
| 19 | Lima                | 6 januari 1935    | Copa América 1935       | Argentinië – Chili | 4 – 1   |
| 20 | Buenos Aires        | 30 december 1936  | Copa América 1937       | Argentinië – Chili | 2 – 1   |
| 21 | San Martín          | 2 maart 1940      | Vriendschappelijk       | Argentinië – Chili | 4 – 1   |
| 22 | Buenos Aires        | 9 maart 1940      | Vriendschappelijk       | Argentinië – Chili | 3 – 2   |
| 23 | Santiago            | 5 januari 1941    | Vriendschappelijk       | Chili – Argentinië | 1 – 2   |
| 24 | Santiago            | 9 januari 1941    | Vriendschappelijk       | Chili – Argentinië | 2 – 5   |
| 25 | Santiago            | 4 maart 1941      | Copa América 1941       | Chili – Argentinië | 0 – 1   |
| 26 | Montevideo          | 31 januari 1942   | Copa América 1942       | Argentinië – Chili | 0 – 0   |
| 27 | Santiago            | 11 februari 1945  | Copa América 1945       | Chili – Argentinië | 1 – 1   |
| 28 | Buenos Aires        | 26 januari 1946   | Copa América 1946       | Argentinië – Chili | 3 – 1   |
| 29 | Guayaquil           | 16 december 1947  | Copa América 1947       | Argentinië – Chili | 1 – 1   |
| 30 | Santiago            | 30 maart 1955     | Copa América 1955       | Chili – Argentinië | 0 – 1   |
| 31 | Montevideo          | 29 januari 1956   | Copa América 1956       | Argentinië – Chili | 2 – 0   |
| 32 | Mexico-Stad         | 11 maart 1956     | Vriendschappelijk       | Argentinië – Chili | 3 – 0   |
| 33 | Lima                | 28 maart 1957     | Copa América 1957       | Argentinië – Chili | 6 – 2   |
| 34 | Santiago            | 13 oktober 1957   | WK 1958 kwalificatie    | Chili – Argentinië | 0 – 2   |
| 35 | Buenos Aires        | 20 oktober 1957   | WK 1958 kwalificatie    | Argentinië – Chili | 4 – 0   |
| 36 | Buenos Aires        | 7 maart 1959      | Copa América 1959       | Argentinië – Chili | 6 – 1   |
| 37 | Santiago            | 18 november 1959  | Vriendschappelijk       | Chili – Argentinië | 4 – 2   |
| 38 | Santiago            | 7 november 1962   | Vriendschappelijk       | Chili – Argentinië | 1 – 1   |
| 39 | Buenos Aires        | 21 november 1962  | Vriendschappelijk       | Argentinië – Chili | 1 – 0   |
| 40 | Buenos Aires        | 24 september 1964 | Vriendschappelijk       | Argentinië – Chili | 5 – 0   |
| 41 | Santiago            | 14 oktober 1964   | Vriendschappelijk       | Chili – Argentinië | 1 – 1   |
| 42 | Buenos Aires        | 14 juli 1965      | Vriendschappelijk       | Argentinië – Chili | 1 – 0   |
| 43 | Santiago            | 21 juli 1965      | Vriendschappelijk       | Chili – Argentinië | 1 – 1   |
| 44 | Montevideo          | 28 januari 1967   | Copa América 1967       | Argentinië – Chili | 2 – 0   |
| 45 | Santiago            | 15 augustus 1967  | Vriendschappelijk       | Chili – Argentinië | 1 – 0   |
| 46 | Santiago            | 8 november 1967   | Vriendschappelijk       | Chili – Argentinië | 3 – 1   |
| 47 | Rosario             | 27 november 1968  | Vriendschappelijk       | Argentinië – Chili | 4 – 0   |
| 48 | Santiago            | 4 december 1968   | Vriendschappelijk       | Chili – Argentinië | 2 – 1   |
| 49 | Santiago            | 28 mei 1969       | Vriendschappelijk       | Chili – Argentinië | 1 – 1   |
| 50 | La Plata            | 11 juni 1969      | Vriendschappelijk       | Argentinië – Chili | 2 – 1   |
| 51 | Santiago            | 21 juli 1971      | Vriendschappelijk       | Chili – Argentinië | 2 – 2   |
| 52 | Buenos Aires        | 4 augustus 1971   | Vriendschappelijk       | Argentinië – Chili | 1 – 0   |
| 53 | Santiago            | 31 mei 1972       | Vriendschappelijk       | Chili – Argentinië | 3 – 4   |
| 54 | Buenos Aires        | 27 september 1972 | Vriendschappelijk       | Argentinië – Chili | 2 – 0   |
| 55 | Buenos Aires        | 13 juli 1973      | Vriendschappelijk       | Argentinië – Chili | 5 – 4   |
| 56 | Santiago            | 18 juli 1973      | Vriendschappelijk       | Chili – Argentinië | 3 – 1   |
| 57 | Santiago            | 6 november 1974   | Vriendschappelijk       | Chili – Argentinië | 0 – 2   |
| 58 | Buenos Aires        | 20 november 1974  | Vriendschappelijk       | Argentinië – Chili | 1 – 1   |
| 59 | Buenos Aires        | 13 oktober 1976   | Vriendschappelijk       | Argentinië – Chili | 2 – 0   |
| 60 | Mendoza             | 18 september 1980 | Vriendschappelijk       | Argentinië – Chili | 2 – 2   |
| 61 | Santiago            | 12 mei 1983       | Vriendschappelijk       | Chili – Argentinië | 2 – 2   |
| 62 | Buenos Aires        | 23 juni 1983      | Vriendschappelijk       | Argentinië – Chili | 1 – 0   |
| 63 | Singapore           | 18 oktober 1984   | Vriendschappelijk       | Chili − Argentinië | 0 − 1   |
| 64 | Buenos Aires        | 14 mei 1985       | Vriendschappelijk       | Argentinië – Chili | 2 – 0   |
| 65 | Santiago            | 20 april 1989     | Vriendschappelijk       | Chili – Argentinië | 1 – 1   |
| 66 | Goiânia             | 2 juli 1989       | Copa América 1989       | Argentinië – Chili | 1 – 0   |
| 67 | Santiago            | 10 juli 1991      | Copa América 1991       | Chili – Argentinië | 0 – 1   |
| 68 | Santiago            | 19 juli 1991      | Copa América 1991       | Chili – Argentinië | 0 – 0   |
| 69 | Santiago            | 18 mei 1994       | Vriendschappelijk       | Chili – Argentinië | 3 – 3   |
| 70 | Santiago            | 16 november 1994  | Vriendschappelijk       | Chili – Argentinië | 0 – 3   |
| 71 | Paysandú            | 11 juli 1995      | Copa América 1995       | Argentinië – Chili | 4 – 0   |
| 72 | Buenos Aires        | 15 december 1996  | WK 1998 kwalificatie    | Argentinië – Chili | 1 – 1   |
| 73 | Cochabamba          | 14 juni 1997      | Copa América 1997       | Argentinië – Chili | 2 – 0   |
| 74 | Santiago            | 10 september 1997 | WK 1998 kwalificatie    | Chili – Argentinië | 1 – 2   |
| 75 | Mendoza             | 19 mei 1998       | Vriendschappelijk       | Argentinië – Chili | 1 – 0   |
| 76 | Buenos Aires        | 29 maart 2000     | WK 2002 kwalificatie    | Argentinië – Chili | 4 – 1   |
| 77 | Santiago            | 15 november 2000  | WK 2002 kwalificatie    | Chili – Argentinië | 0 – 2   |
| 78 | Buenos Aires        | 6 september 2003  | WK 2006 kwalificatie    | Argentinië – Chili | 2 – 2   |
| 79 | Santiago            | 13 oktober 2004   | WK 2006 kwalificatie    | Chili – Argentinië | 0 – 0   |
| 80 | Mendoza             | 18 april 2007     | Vriendschappelijk       | Argentinië – Chili | 0 – 0   |
| 81 | Buenos Aires        | 13 oktober 2007   | WK 2010 kwalificatie    | Argentinië – Chili | 2 – 0   |
| 82 | Santiago            | 15 oktober 2008   | WK 2010 kwalificatie    | Chili – Argentinië | 1 – 0   |
| 83 | Buenos Aires        | 7 oktober 2011    | WK 2014 kwalificatie    | Argentinië – Chili | 4 – 1   |
| 84 | Santiago            | 16 oktober 2012   | WK 2014 kwalificatie    | Chili – Argentinië | 1 – 2   |
| 85 | Santiago            | 4 juli 2015       | Copa América 2015       | Chili − Argentinië | 0 − 0   |
| 86 | Santiago            | 24 maart 2016     | WK 2018 kwalificatie    | Chili – Argentinië | 1 – 2   |
| 87 | Santa Clara         | 6 juni 2016       | Copa América Centenario | Argentinië – Chili | 2 – 1   |
| 88 | East Rutherford     | 26 juni 2016      | Copa América Centenario | Argentinië – Chili | 0 – 0   |
| 89 | Buenos Aires        | 23 maart 2017     | WK 2018 kwalificatie    | Argentinië – Chili | 1 – 0   |
| 90 | São Paulo           | 6 juli 2019       | Copa América 2019       | Argentinië – Chili | 2 − 1   |
| 91 | Los Angeles         | 6 september 2019  | Vriendschappelijk       | Chili – Argentinië | 0 − 0   |
| 92 | Santiago del Estero | 3 juni 2021       | WK 2022 kwalificatie    | Argentinië − Chili | 1 − 1   |
| 93 | Rio de Janeiro      | 14 juni 2021      | Copa América 2021       | Argentinië − Chili | 1 − 1   |
| 94 | Calama              | 27 januari 2022   | WK 2022 kwalificatie    | Chili – Argentinië | 1 – 2   |
| 95 | East Rutherford     | 25 juni 2024      | Copa América 2024       | Chili − Argentinië | 0 − 1   |
| 96 | Buenos Aires        | 5 september 2024  | WK 2026 kwalificatie    | Argentinië − Chili | 3 – 0   |
| 97 | Santiago            | 5 juni 2025       | WK 2026 kwalificatie    | Chili − Argentinië | 0 − 1   |

## Samenvatting
| Competitie        | Totaal gespeeld | Winst Argentinië | Gelijk | Winst Chili | Doelsaldo Argentinië – Chili |
| ----------------- | --------------- | ---------------- | ------ | ----------- | ---------------------------- |
| WK-eindronde      | 1               | 1                | 0      | 0           | 3 − 1                        |
| WK-kwalificatie   | 18              | 13               | 4      | 1           | 35 − 11                      |
| Copa América      | 30              | 21               | 9      | 0           | 62 − 15                      |
| Vriendschappelijk | 48              | 29               | 14     | 5           | 101 − 47                     |
| Totaal            | 97              | 64               | 27     | 6           | 201 − 74                     |

Wedstrijden bepaald door strafschoppen worden, in lijn met de FIFA, als een gelijkspel gerekend.

## Details

### Zevende ontmoeting
| Copa América 1917 (Montevideo, Uruguay, 6 oktober 1917): |       |       |
| Argentinië                                               | 1 – 0 | Chili |
| Luis García 76' (e.d.)                                   | goals |       |

### Negende ontmoeting
| Copa América 1919 (Rio de Janeiro, Brazilië, 22 mei 1919):                 |       |                    |
| Argentinië                                                                 | 4 – 1 | Chili              |
| Edwin Clarcke 10' Carlos Izaguirre 13' Edwin Clarcke 23' Edwin Clarcke 62' | goals | 33' Alfredo France |

### 85ste ontmoeting
| Finale Copa América 2015 (Santiago, Chili, 4 juli 2015): |                     | |
| Chili | 0 – 0               | Argentinië |
| | goals               | |
| Matías Fernández Arturo Vidal Charles Aránguiz Alexis Sánchez | strafschoppen 4 – 1 | Lionel Messi Gonzalo Higuaín Éver Banega |
| Jorge Sampaoli | bondscoach          | Gerardo Martino |
| Claudio Bravo Mauricio Isla Jean Beausejour Gary Medel Francisco Silva Arturo Vidal Jorge Valdivia 75' Charles Aránguiz Marcelo Díaz Alexis Sánchez Eduardo Vargas 95' | opstellingen        | Sergio Romero Pablo Zabaleta Martín Demichelis Marcos Rojo Nicolás Otamendi Lucas Biglia 29' Ángel Di María Javier Mascherano 81' Javier Pastore Lionel Messi 74' Kun Agüero |
| Matías Fernández 75' Ángelo Henríquez 95' | wissels             | 29' Ezequiel Lavezzi 74' Gonzalo Higuaín 81' Éver Banega |
| Francisco Silva 23' Gary Medel 34' Marcelo Díaz 44' Charles Aránguiz 86'                                                                                               | gele kaarten        | 55' Marcos Rojo 56' Javier Mascherano 92' Éver Banega |